# Satyrus totacaeca
Satyrus totacaeca är en fjärilsart som beskrevs av M.Gaede 1930. Satyrus totacaeca ingår i släktet Satyrus och familjen praktfjärilar. Inga underarter finns listade.